# AeroSette MH-46 Eclipse
Эклипс МН 46 — лёгкий чешский самолёт компании AeroSette.
Предназначен для перевозки пассажиров, почты, груза, багажа. Рассчитан на полёт 1 пилота и 1 пассажира.

## ТТХ
- Двигатели, количество, мощность: R 912, 1 х 100 л. с.
- Размах крыла: 7.34 м
- Длина: 9.71 м
- Высота: 2,4 м
- Вместимость: пил+пас - 300 кг.
- Скорость макс. допустимая: 280 км/час
- Расход топлива: 16 л/час.
- Дальность полёта с учётом: 30 мин. резерва на запасной км. 1000